# Osmanisches Parlament

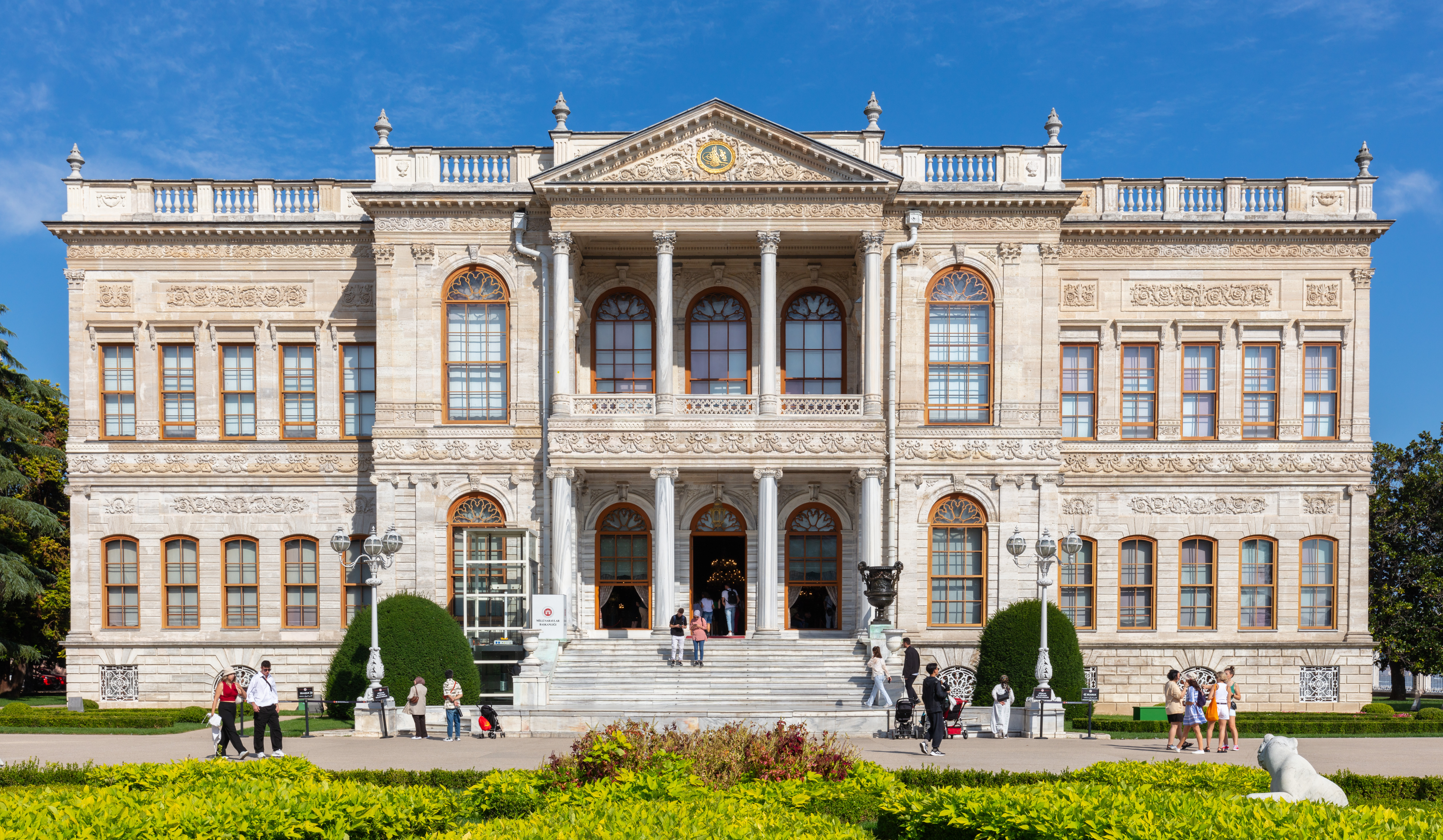
Osmanisches Parlamentsgebäude im Dolmabahçe-Palast

Die Allgemeine Versammlung oder kurz Medschlis (osmanisch مجلس عمومی İA Meclis-i ʿUmūmī, deutsch ‚Generalversammlung‘) war der erste Versuch einer repräsentativen Demokratie auf Reichsebene im Osmanischen Reich ab der Regierungszeit von Abdülhamid II. Das Parlament existierte ab der ersten osmanischen Verfassungsperiode von 1876 und mit einer Unterbrechung ins Jahr 1920.

## Geschichte
Die Versammlung bestand aus zwei Kammern, einem Oberhaus (Senat, Heyet-i Ayan) und einem Unterhaus (Abgeordnetenkammer, Heyet-i Mebusan). Es trat erstmals im März 1877 zusammen und bestand bis zum Februar 1878, als die Versammlung von Sultan Abdülhamid II. aufgelöst wurde. 
Palästina war nach der ersten Parlamentswahl mit sechs von 120 Abgeordneten vertreten. Dies entsprach einer Übervertretung angesichts der dortigen Bevölkerungszahl und weist laut dem Historiker Jean-Pierre Filiu auf die hohe Integration der dortigen Eliten in die Strukturen des Osmanischen Reiches hin.
Es wurde nach der Jungtürkischen Revolution 1908 in der Zweiten Verfassungsära am 17. Dezember 1908 mit substanziellen Reformen und Beteiligung politischer Parteien wiederbelebt und bestand bis zur alliierten Besatzung von Konstantinopel (Istanbul) 1922, als das Osmanische Reich und das Parlament am 5. April 1920 aufgelöst wurden.
Der Nachfolger der Allgemeinen Versammlung, die Große Nationalversammlung der Republik Türkei, wurde unter Mustafa Kemal Atatürk von Mitgliedern der ehemaligen osmanischen Legislatur gebildet.